# 第一次顏惠慶內閣
第一次顏惠慶內閣成立於民國11年（1922年）6月11日，結束於同年8月5日。
此內閣為黎元洪大總統復任後的首個內閣，鑒于政局動蕩，內閣幾無表現。黎元洪想組織一個南北混合的內閣，促進全國統一，但是受制於曹錕、吳佩孚，不能施展。顏惠慶上任不夠兩個月，即請假離京，由王寵惠代理，隨後內閣請辭。

## 內閣成員
| 職位     | 姓名   | 備注       |
| -------- | ------ | ---------- |
| 國務總理 | 顏惠慶 |            |
| 外交總長 | 顏惠慶 | 兼任       |
| 內務總長 | 譚延闓 | 沒有到任   |
| 內務總長 | 張國淦 | 署理，兼任 |
| 財政總長 | 董康   |            |
| 陸軍總長 | 吳佩孚 | 沒有到任   |
| 陸軍總長 | 金永炎 | 代理       |
| 海軍總長 | 李鼎新 |            |
| 司法總長 | 王寵惠 |            |
| 教育總長 | 黃炎培 | 沒有到任   |
| 教育總長 | 高恩洪 | 代理，兼任 |
| 農商總長 | 張國淦 |            |
| 交通總長 | 高恩洪 |            |